# Prosopis vinalillo
Prosopis vinalillo är en ärtväxtart som beskrevs av Teodoro Theodor Juan Vicente Stuckert. Prosopis vinalillo ingår i släktet Prosopis och familjen ärtväxter. Inga underarter finns listade i Catalogue of Life.